# Inger Stevens
Inger Stevens, pseudonimo di Ingrid Stensland (Stoccolma, 18 ottobre 1934 – Hollywood, 30 aprile 1970), è stata un'attrice svedese naturalizzata statunitense.

## Biografia

### Carriera

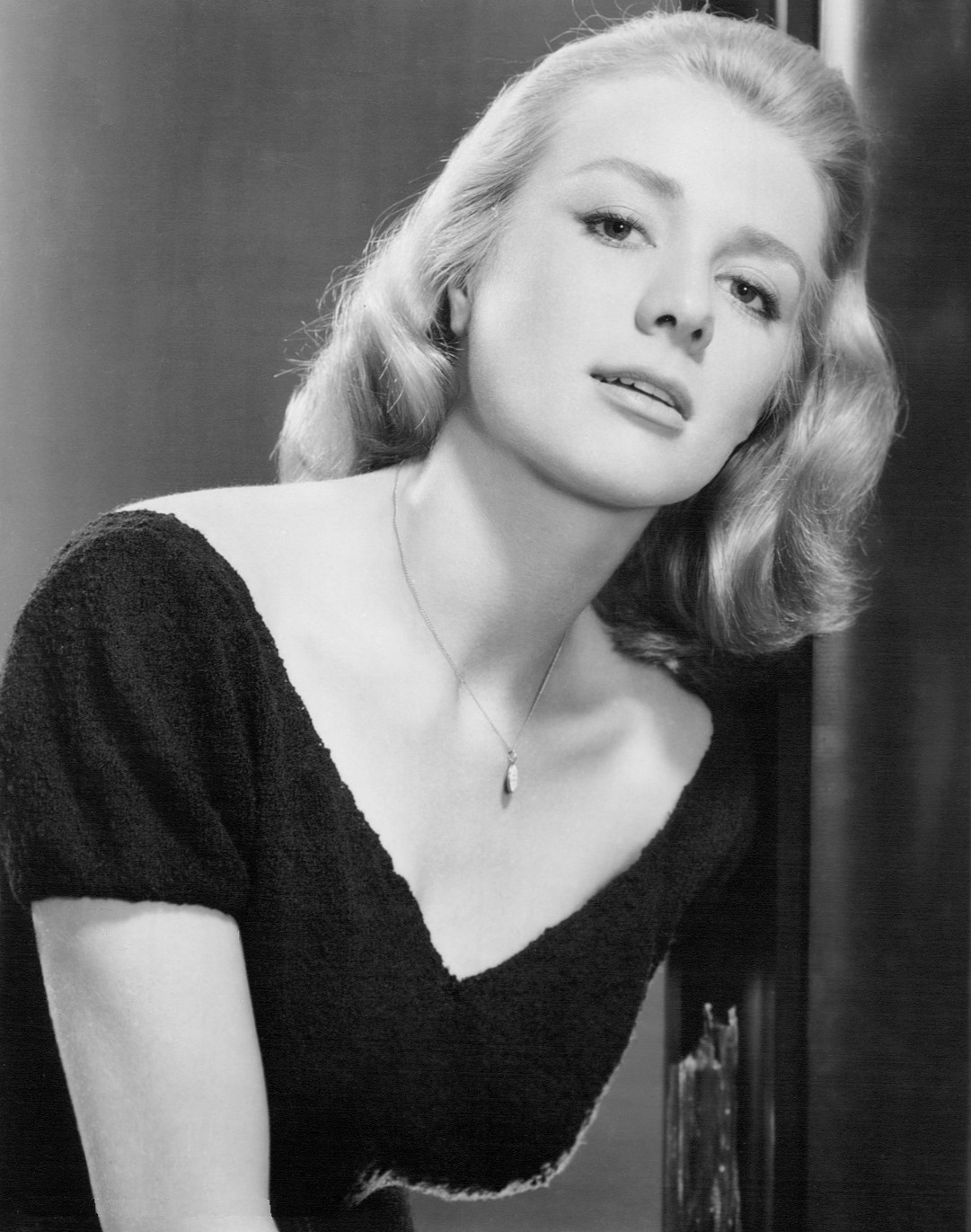
Inger Stevens nel 1960

Inger Stevens aveva nove anni quando i genitori divorziarono e lei si trasferì con il padre dalla Svezia negli Stati Uniti, prima a New York poi nella cittadina di Manhattan (nel Kansas), dove frequentò la Manhattan High School. All'età di 16 anni fuggì di casa e svolse i lavori più vari (tra cui la ballerina di fila), trasferendosi quindi nuovamente a New York per iscriversi all'Actors Studio. 
Nel 1954 iniziò a lavorare sul piccolo schermo in lungometraggi pubblicitari e show di intrattenimento, grazie ai quali ottenne ingaggi per telefilm e per allestimenti teatrali a Broadway. Il debutto sul grande schermo avvenne nel film drammatico Tormento di un'anima (1957) di Ranald MacDougall, accanto a Bing Crosby, con cui l'attrice ottenne critiche positive e dimostrò le sue capacità drammatiche in un ruolo complesso.
L'anno successivo interpretò un altro ruolo drammatico, quello di una donna tenuta in ostaggio con la famiglia da uno squilibrato, nel film Lama alla gola (1958), accanto a James Mason. Apparve inoltre nell'avventura in costume I bucanieri (1958), diretto da Anthony Quinn, cui seguì una partecipazione al drammatico La fine del mondo (1959) di Ranald MacDougall, dove affiancò Mel Ferrer e Harry Belafonte. La Stevens continuò la carriera televisiva, partecipando a serie come Alfred Hitchcock presenta (1957), Bonanza (1959), Ai confini della realtà (1960), L'ora di Hitchcock (1963).
Nel 1963 fu scritturata per interpretare il personaggio di Katy Holstrum, protagonista della serie televisiva The Farmer's Daughter, accanto a William Windom. Il ruolo le valse il Golden Globe nel 1964 quale star televisiva femminile dell'anno, e la impegnò in 101 episodi girati tra il 1963 e il 1966.
Nella seconda metà degli anni sessanta tornò al cinema partecipando alla commedia Una guida per l'uomo sposato (1967), diretta da Gene Kelly, e ai western L'ora della furia (1968), accanto a Henry Fonda e James Stewart, Impiccalo più in alto (1968) di Ted Post, con Clint Eastwood, e Poker di sangue (1968) di Henry Hathaway, al fianco di Robert Mitchum e Dean Martin. Tra le sue interpretazioni di questo periodo, da ricordare quella della tormentata moglie del detective protagonista (Richard Widmark) nel film Squadra omicidi, sparate a vista! (1968), poliziesco diretto da Don Siegel. La sua ultima apparizione sul grande schermo fu in La stirpe degli dei (1969) di Daniel Mann.

### Vita privata
Dopo il primo matrimonio (1955-1957) con il proprio agente Anthony Soglio, nel 1961 la Stevens sposò l'attore Ike Jones. La vita privata dell'attrice fu turbolenta e segnata da gravi e ripetuti periodi di depressione. Il 30 aprile 1970 venne ritrovata senza vita nella sua abitazione di Los Angeles, suicida all'età di 35 anni per mezzo di un cocktail di alcool e barbiturici.

## Filmografia

### Cinema
- Tormento di un'anima (Man on Fire), regia di Ranald MacDougall (1957)
- Lama alla gola (Cry Terror!), regia di Andrew L. Stone (1958)
- I bucanieri (The Buccaneer), regia di Anthony Quinn (1958)
- La fine del mondo (The World, the Flesh and the Devil), regia di Ranald MacDougall (1959)
- Squadra d'emergenza (The New Interns), regia di John Rich (1964)
- Una guida per l'uomo sposato (A Guide for the Married Man), regia di Gene Kelly (1967)
- Assalto finale (A Time for Killing), regia di Phil Karlson (1967)
- L'ora della furia (Firecreek), regia di Vincent McEveety (1968)
- Squadra omicidi, sparate a vista! (Madigan), regia di Don Siegel (1968)
- Poker di sangue (5 Card Stud), regia di Henry Hathaway (1968)
- Impiccalo più in alto (Hang 'Em High), regia di Ted Post (1968)
- Il castello di carte (House of Cards), regia di John Guillermin (1968)
- La stirpe degli dei (A Dream of Kings), regia di Daniel Mann (1969)

### Televisione
- Goodyear Television Playhouse – serie TV, un episodio (1954)
- Studio One – serie TV, 3 episodi (1954-1955)
- Armstrong Circle Theatre – serie TV, un episodio (1954)
- Mister Peepers – serie TV, un episodio (1954)
- Danger – serie TV, un episodio (1954)
- Kraft Television Theatre – serie TV, un episodio (1954)
- Robert Montgomery Presents – serie TV, un episodio (1955)
- Mama – serie TV, un episodio (1955)
- Playhouse 90 – serie TV, 2 episodi (1956-1959)
- Crunch and Des – serie TV, un episodio (1956)
- Matinee Theatre – serie TV, un episodio (1956)
- Crusader – serie TV, episodio 2x04 (1956)
- Conflict – serie TV, episodio 1x04 (1956)
- On Trial – serie TV, un episodio (1956)
- The Millionaire – serie TV, un episodio (1956)
- Alfred Hitchcock presenta (Alfred Hitchcock Presents) - serie TV, episodio 2x17 (1957)
- Climax! – serie TV, episodio 3x38 (1957)
- Bonanza - serie TV, episodio 1x03 (1959)
- Sunday Showcase – serie TV, un episodio (1959)
- Route 66 – serie TV, 2 episodi (1960-1961)
- I racconti del West (Zane Grey Theater) – serie TV, un episodio (1960)
- Moment of Fear – serie TV, un episodio (1960)
- Scacco matto (Checkmate) - serie TV, episodio 1x02 (1960)
- Hong Kong – serie TV, episodio 1x03 (1960)
- Ai confini della realtà (The Twilight Zone) – serie TV, 2 episodi (1960)
- The DuPont Show of the Month – serie TV, un episodio (1961)
- Avventure in paradiso (Adventures in Paradise) – serie TV, episodio 2x21 (1961)
- The Aquanauts – serie TV, un episodio (1961)
- I detectives (The Detectives) – serie TV, episodio 3x09 (1961)
- Follow the Sun – serie TV, episodi 1x02-1x16 (1961)
- The Dick Powell Show – serie TV, 2 episodi (1962-1963)
- Golden Showcase – serie TV, un episodio (1962)
- Undicesima ora (The Eleventh Hour) – serie TV, un episodio (1962)
- Sam Benedict – serie TV, un episodio (1962)
- The Farmer's Daughter – serie TV, 101 episodi (1963-1966)
- L'ora di Hitchcock (The Alfred Hitchcock Hour) – serie TV, episodio 1x17 (1963)
- The Nurses – serie TV, episodio 1x25 (1963)
- Empire – serie TV, un episodio (1963)
- ABC's Nightlife – serie TV, un episodio (1965)
- Fbi contro gangsters (The Borgia Stick) – film TV (1967)
- The Most Deadly Game – serie TV, un episodio (1970)
- The Mask of Sheba – film TV (1970)
- Run, Simon, Run – film TV (1970)

## Doppiatrici italiane
Nelle versioni in italiano delle opere in cui ha recitato,Inger Stevens è stata doppiata da:
- Fiorella Betti in Squadra omicidi sparate a vista!, La fine del mondo e Impiccalo più in alto
- Maria Pia Di Meo in Lama alla gola e I bucanieri
- Vittoria Febbi in Una guida per l'uomo sposato
- Gabriella Genta in L'ora della furia